# Masa Rodríguez
María Ángeles (Masa) Rodríguez Suárez (Gijón, 12 april 1957) is een Spaans hockeyster.
Rodríguez werd met de Spaanse ploeg in 1992 in eigen land olympisch kampioen.

## Erelijst
- 1990 – 4e Wereldkampioenschap in Sydney
- 1991 - 6e Champions Trophy Berlijn
- 1992 –  Olympische Spelen in Barcelona
- 1993 - 5e Champions Trophy Amstelveen